# Паствиська (Підкарпатське воєводство)
Паствиська (пол. Pastwiska) — село в Польщі, у гміні Заршин Сяноцького повіту Підкарпатського воєводства.
У 1975-1998 роках село належало до Кросненського воєводства.